# Nguyễn Thị Anh
Nguyễn Thị Anh (1422 - 1459) va ser una consort concubina, emperadriu vídua de la dinastia Lê, mare de l'emperador Le Nhan Tong. Va ser la regent oficial d'Annam entre els anys 1442-1453 durant la minoria del seu fill i va ser cap d'estat efectiu des del 1451 fins que va permetre que un dels seus servents la matara el 1459 per evitar ser capturada o assassinada en un cop d'estat.

## Consort reial concubina
Nguyễn Thị Anh era una dona de naixement noble (potser relacionada amb el general Nguyễn Xí). El 1440 es va convertir en consort del jove rei Le Thai Tong al mateix temps que Ngô Thị Bính. Ambdues van cridar l'atenció del rei i van donar a llum fills poc abans que el rei, Lê Thái Tông, morira el 1442. Tot i que el rei tenia ja un fill gran, Nghi Dân, la mare d'aquest noi no era de família noble i no podia ser hereu, de forma que es va nomenar rei el fill de Nguyễn Thị Anh, anomenat Lê Nhân Tông.

## Regent
En el moment de la seva elevació al rei d'Annam, Lê Nhân Tong era només un nadó de poc més d'un any). Per tradició, la mare del rei infant tenia un gran poder i va ser nomenada oficialment regent en nom del seu fill. En realitat, el poder real darrere del tron era Trinh Kha, una amiga íntima i assessora principal de Lê Lợi.
Junts, Trinh Kha i Nguyen Thi Anh van aconseguir governar Vietnam raonablement bé, tot i que hi va haver algunes friccions. Aquests desacords va anar augmentant a mesura que xocaven sobre com s’havia d'educar el rei i qui realment havia de prendre decisions al govern. El 1451 Nguyễn Thị Anh va ordenar l'execució de Trinh Kha i del seu fill gran. Només dos anys després, Trịnh Khả va ser indultat oficialment i la seva família va rebre noves terres.

## Governant de facto
El fill de Nguyễn Thị Anh, Lê Nhân Tông va rebre oficialment els poders del govern el 1453 tot i que només tenia 12 anys. Això era inusual i sembla que va fer poca diferència real, la vídua de l'emperadriu va governar mentre les altres famílies nobles actuaven com un fre al seu poder.
El govern no va fer molt durant aquest temps, un historiador vietnamita posterior va dir que era un moment harmoniós i pacífic. La història oficial dels tribunals escrita uns 30 anys després deia que era un moment de calamitat per al Vietnam i que una dona governara era tan antinatural com "una gallina cantant a l'alba".
El 1459, el fill gran de Lê Thái Tông, Nghi Dân, va donar un cop d'estat. Ell i uns cent homes van entrar secretament al palau a finals d'octubre i van matar el rei. L'endemà, Nguyễn Thị Anh, enfrontada a una mort segura a mans dels homes de Nghi Dân, es va deixar matar per un servent lleial.
L'administració de Nguyễn Thị Anh va estar lluny de ser un desastre per a Annam, però realment es perque no va passar molt. Certament, hi havia un marcat contrast entre el seu govern i els del sue propi fill del seu marit.